# Дискриминация женщин

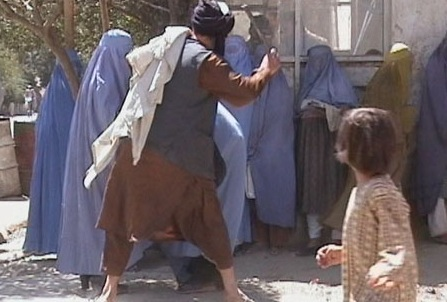
Член религиозной полиции Талибана, публично бьющий женщину. Снято скрытой камерой.

Дискримина́ция же́нщин — негативное обращение с женщинами в общественной сфере, которое приводит к их неблагоприятному положению при распределении социальных ресурсов (материального богатства, власти и статуса). Это явление основано на логике традиционной (патриархальной) системы социальной власти. Дискриминация женщин, как и дискриминация мужчин, является следствием идеологии и практики сексизма. На преодоление дискриминации направлено движение по расширению прав и возможностей женщин.

## Оценки масштаба дискриминации женщин

Индекс гендерного неравенства по странам (зелёный — неравенство ниже, красный — выше)

В большинстве обществ в мире мужчины исторически обладали и до сих пор обладают большей политической властью, материальными ресурсами и более высоким социальным положением, чем женщины. Во многих странах формальное гендерное равенство все еще не достигнуто, при этом даже в тех странах, где закон гарантирует женщинам формальное равенство с мужчинами, женщины могут иметь меньше прав и возможностей — особенно в экономической и социальной сферах. По докладу Всемирного банка за 2023 год, в глобальном масштабе женщины имели 77 ℅ юридических прав, которыми обладали мужчины.
В 1979 году ООН была принята Конвенция о ликвидации всех форм дискриминации в отношении женщин. Она обозначает, что дискриминация женщин нарушает принципы базового равноправия и уважения достоинства человека, и призывает все государства бороться с этим явлением.
Как полагает сербский социолог Марина Благоевич, существует не только дискриминация женщин, но и их системное подавление, количественно и качественно влияющее на социальное положение женщин. Системное подавление, препятствующее их продвижению по социальной иерархии, проявляется в пяти областях: сфере работы, сфере социализации и образования, сфере занятий, сфере творчества и сфере семьи.
При этом норвежский социолог Эйстейн Холтер отмечает, что женщины не всегда являются подчинённым полом, так как во многих регионах мира более горизонтальные и демократические гендерные системы постепенно заменяют патриархат (особенно в Северной Европе по сравнению с Южной и на Западе по сравнению с Востоком).
В исследовании, опубликованном в 2019 году, учёные изучили гендерную дискриминацию в 134 странах и пришли к выводу, что в 43 (32%) из этих стран женщины находились в более неблагоприятном положении, чем мужчины (во всех остальных странах положение мужчин было хуже, чем у женщин). Они раскритиковали существующий показатель глобального гендерного разрыва, заявив, что при его составлении часто не учитывались ситуации, которые непропорционально влияют на мужчин и мальчиков. Исследователи также пришли к выводу, что в странах с малым уровнем ИЧР женщины живут хуже мужчин, а в странах со средним и высоким ИЧР мужчины находятся в худшем положении, чем женщины. При этом они отмечают, что их индекс не должен заменить показатель глобального гендерного разрыва, а скорее дополнить его, ведь последний лучше отражает степень эмансипации женщин, например их участие в политической и финансовой жизни.

## Приём на работу
Женщины могут сталкиваться с дискриминацией, как явной, так и скрытой, при приёме на работу. На 2023 год в 69 странах мира женщины не имели права самостоятельного выбора по поводу выхода на работу и защиты от дискриминации
и сексуальных домогательств при приëме на работу. В 19 странах женщины имели меньше возможностей устройства на работу по сравнению с мужчинами.
В исследовании 2012 года профессорам докторских программ в 260 ведущих университетах США по электронной почте были отправлены запросы на встречу. Было невозможно определить, проявлял ли дискриминацию какой-либо конкретный участник этого исследования, поскольку каждый участник просматривал запрос только от одного потенциального аспиранта. Тем не менее, исследователи обнаружили доказательства дискриминации этнических меньшинств и женщин по отношению к белым мужчинам. В ходе другого исследования преподавателям естественных наук были разосланы материалы студентов, которые подавали заявки на должность руководителя лаборатории в их университете. Материалы были одинаковыми для каждого участника, но каждой заявке случайным образом присваивалось либо мужское, либо женское имя. Исследователи обнаружили, что преподаватели оценили кандидатов-мужчин как более компетентных и подходящих для найма, чем кандидаты-женщины, несмотря на то, что заявки в остальном идентичны. Если людям предоставляется информация о поле потенциального студента, они могут сделать вывод, что он или она обладает чертами, соответствующими стереотипам для этого пола. Однако исследование, проведенное в 2014 году, показало, что большинство научных отраслей, в частности, в области распределения грантов и рецензирования работ, были гендерно справедливыми, и что недопредставленность женщин в науке не может быть сведена к историческим причинам.
При этом исследования показали, что люди более негативно относятся к дискриминации женщин при приёме на работу, чем к дискриминации мужчин. В США и сторонники Республиканской партии, и, в ещё большей степени, сторонники Демократической партии высказали к менеджерам, дискриминирующим женщин при приёме на работу, более негативное отношение, чем к менеджерам, дискриминирующим мужчин. Также было выявлено, что люди более обеспокоены дефицитом женщин в тех профессиональных нишах, в которых доминируют мужчины (математика, инженерное дело, технологии, наука), чем дефицитом мужчин в сферах деятельности, в которых доминируют женщины (здравоохранение, дошкольное образование, домашнее хозяйство). По результатам исследования 1974 года, проведенного в Атланте методом телефонного теста, явная дискриминация в отношении женщин на рабочих местах, где преобладают мужчины, менее распространена, чем явная дискриминация в отношении мужчин на рабочих местах, где преобладают женщины. Что касается гендерной дискриминации на работе в целом, то, согласно Европейскому исследованию условий труда (2018), 3,2% женщин сообщили о дискриминации на работе по признаку пола в течение предыдущих 12 месяцев, по сравнению с 1,1% мужчин.
Частью социальной и экономической дискриминации женщин является так называемый «стеклянный потолок» (этот концепт широко используется в научной литературе с 1987 года, впервые он был использован в 1970 году в США), являющийся примером вертикальной дискриминации женщин. Из-за этого невидимого барьера женщины начинают свою карьеру с той же стартовой позиции, что и мужчины, обладая при этом сходным или более высоким уровнем профессионализма, но со временем они либо продвигаются медленнее по сравнению с мужчинами, либо в какой-то момент их прогресс тормозится, хоть раньше они и продвигались с той же скоростью, что и мужчины, останавливаясь чаще всего на уровне заместителей. Несмотря на то, что женщины составляют 40 % мировой рабочей силы, они занимают всего около 20 % руководящих должностей, и по мере повышения иерархического уровня должностей этот процент снижается до 1 % для должностей высшего руководства. По сути, дискриминация характеризуется существованием двух полюсов, из которых первый относится к публичной сфере (в частности, политике), характеризующейся недопредставленностью женщин, а второй к семье, которая характеризуется ярко выраженным присутствием женщин. Также существует такое явление, как «стеклянные стены» — профессиональное разделение женщин, которое служит барьером и средством для концентрации женщин в рамках определённого вида занятий или деятельности или для ограничения женщин определённым занятием или видом деятельности, оно относится к примеру горизонтальной дискриминации.
Как пишет философ Дэвид Бенатар, при обсуждении этой темы нередко допускаются двойные стандарты: так, бо́льшая репрезентация мужчин на желательных должностях связывается с дискриминацией женщин, но никогда не говорится о том, что бо́льшая репрезентация мужчин на нежелательных должностях связана с дискриминацией мужчин.

### Список запрещённых профессий
Запрет тяжёлых и вредных работ для женщин был принят ещё в СССР (хоть его формулировка и менялась со временем). По статье 12 Кодекса законов о труде 1918 года женщины не имели право на труд в ночное время или в тяжёлых и опасных сферах деятельности, список которых устанавливался каждый год. Однако право на труд, гарантируемое этим кодексом, де-факто являлось обязанностью, поскольку в нём трудовая повинность предусматривалась для всех, в том числе женщин (статья 1), поэтому запрет на труд женщин освобождал их от трудовой обязанности. Кодекс законов о труде РСФСР 1922 и 1971 года не ограничивал индивидуальное право женщин на труд, но устанавливал направленный на работодателей запрет на труд женщин в тяжёлых и вредных производствах и подземных работах, а также на ночной труд (предусматривалось исключение в случае «особой необходимости», однако «безусловно не допускается ночная и сверхурочная работа беременных и кормящих грудью»).
В Основах законодательства РФ об охране труда 1993 года запрет на труд уже касался лишь женщин «детородного возраста». Однако № 181—ФЗ от 17 июля 1999 года «Об основах охраны труда в Российской Федерации» снова установил общий запрет на использование труда женщин на тяжёлых работах и работах с вредными или опасными условиями труда (статья 10). В перечне запрещённых работ из постановления Правительства РФ от 25 февраля 2000 года № 162 содержалось 456 профессий в 38 промышленных отраслях. В этом постановлении, однако, указывалось, что работодатель вправе использовать труд женщин на запрещённых должностях при обеспечении безопасных рабочих условий, что подтверждается аттестацией рабочих мест. Фактически же это работало как абсолютный запрет. С 1 января 2021 года Минтруд РФ сократил список запрещённых профессий для женщин с 456 до 100 позиций.
В деле Константина Маркина Конституционный Суд РФ объяснил «особой, связанной с материнством» социальной ролью женщины отказ мужчинам-военнослужащим в отпуске по уходу за детьми, в связи с чем не признал его дискриминацией. После того, как Маркин обратился в Европейский суд по правам человека, тот пришёл к выводу, что ссылка на традиции, общие правила или доминирующее общественное мнение в отдельной стране не является достаточной для оправдания гендерной дискриминации. Также в Верховном суде РФ в 2009 году и в КС РФ в 2012 году Анной Клевец, которой отказали в зачислении на курсы по обучению на помощника машиниста поезда метрополитена, оспаривался и сам список запрещённых профессий, однако российские суды продолжили ссылаться на социальную и репродуктивную роль женщины в продолжении рода. В 2016 году Светлана Медведева, которая не смогла работать капитаном (мотористом-рулевым), после отказа в российских судах обратилась в Комитет ООН по ликвидации дискриминации в отношении женщин. Комитет признал запрет однозначно дискриминационным, в частности, утверждая, что статья 4 Конвенции о ликвидации всех форм дискриминации женщин, предусматривающая охрану материнства, не может трактоваться как ограничивающая право на труд (как в случае российских судов). Также Комитет ООН обратил внимание и на то, что в законодательстве России нет специального ограничения для работы в небезопасных условиях труда для мужчин, если даже существуют риски для их репродуктивного здоровья.

## Оплата труда
Согласно данным Международной организации труда по 73 странам мира, на 2019 год средняя разница в доходах мужчин и женщин составляла от 16 до 22 % (практически не изменившись к 2023 году), согласно оценкам ООН в 2023 году — 20 %. По данным консалтинговой фирмы Korn Ferry, в среднем по всему миру (при анализе 33 стран) разница в оплате труда между мужчинами и женщинами составила в 2016 году 17,6 % в пользу мужчин. Если же сравнивать мужчин и женщин, работающих на одном должностном уровне, то гендерный разрыв равен 6,5 % в пользу мужчин; если брать одинаковый должностной уровень в одной компании, то 2,2 % в пользу мужчин, а с учётом одинаковых обязанностей 1,6 % в пользу мужчин. По оценкам экономиста Ощепкова, в пересчёте на оплату равного труда, а не среднюю зарплату различие в заработке составляет 15—18 %.
Средняя гендерная разница в оплате труда складывается из множества объективных факторов, таких как тип занятости, образование, должность и так далее. Учёт влияющих на зарплату факторов позволяет выявить «необъяснённый» гендерный разрыв, который может складываться  и из-за социально-экономических факторов, таких как штраф за материнство, сегрегация на рынке труда, и из-за неэкономических факторов, таких как дискриминация на рабочем месте или психологические и поведенческие различия (мужчины готовы смириться с более трудными условиями труда в обмен на более высокую оплату по сравнению с женщинами и склонны к большей конкуренции и риску). По данным отчета Организации экономического сотрудничества и развития за 2021 год «липкие полы» (ситуация, когда женщины дольше, чем мужчины, задерживаются на начальных позициях в карьерной иерархии), которые связаны с социальными нормами, гендерными стереотипами и дискриминацией, могут определять 40% гендерного разрыва в оплате труда.

## Домашний труд
Экономическая дискриминация женщин может заключаться в их непропорционально большом участии в неоплачиваемом труде: домашнем труде и труде по заботе и уходу за близкими. Как указывает ООН, неоплачиваемый домашний труд и труд по уходу имеет важнейшее экономическое значение, однако необходимость осуществлять этот труд для женщин часто приводит к вытеснению с рынка оплачиваемого труда, снижению зарплат, затруднению доступа к образованию и к участию в политической жизни.
По британскому исследованию 2016 года женщины выполняли неоплачиваемый домашний труд больше на 60 %, чем мужчины. В среднем мужчины выполняют 16 часов в неделю неоплачиваемой работы, которая включает уход за взрослыми и детьми, стирку и уборку, по сравнению с 26 часами неоплачиваемой работы, выполняемой женщинами в неделю. Единственной областью, где мужчины проводят больше неоплачиваемых рабочих часов, чем женщины, является транспорт — это включает в себя вождение себя и других по городу, а также поездки на работу.

## Политика
По состоянию на август 2015 года женщины составляли всего 22 % в национальных парламентах в мире (хотя исторически их представленность на этом уровне власти медленно повышается, по сравнению с 11,3 % в 1995 году). Среди причин недостаточной представленности женщин как среди избирателей, так и среди избранных должностных лиц и политических лидеров, ООН называет дискриминационные законы, практики, подходы и гендерные стереотипы, затруднённый доступ к образованию и здравоохранению, а также тот факт, что непропорционально большое число женщин страдают от нищеты.
По отчёту Европейского женского лобби за 2022 год, за последнее время был достигнут прогресс в том, что касается представительства женщин в политике: на уровне ЕС 13 из 27 европейских комиссаров, а также 39 % членов Европейского парламента составляют женщины, некоторые государства — члены ЕС близки к гендерному паритету в своих национальных парламентах, например, Финляндия, где 45,5 % членов парламента составляют женщины. При этом среди премьер-министров и президентов стран ЕС доля женщин равна 18 %. Авторы доклада отмечают, что женщины, достигающие руководящих должностей, имеют меньше возможностей влиять на политический ландшафт и они получают портфели с более низким политическим приоритетом. Такая горизонтальная сегрегация существует в Европарламенте, где 91,4 % членов комитета по правам женщин и гендерному равенству
являются женщинами, в то же время как в комитете по конституционным вопросам и комитете по бюджету 85,7 % и 75,6 % членов соответственно составляют мужчины. Также институты ЕС по-прежнему далеки от разнообразия: например, после 2019 года было всего 17 женщин-депутатов Европарламента от этнических меньшинств.

## Образование
Исторически женщины имели меньший доступ к образованию, чем мужчины, однако в конце XX века женщины стали превосходить мужчин в сфере высшего образования во многих странах с высоким и средним уровнем дохода, включая США и почти все страны Европы, а также многие незападные страны, при этом в тот же период неравенство в получении образования для женщин сохранялось в странах Ближнего Востока, Северной Африки и Южной Азии.
На 2013 год две трети из 774 миллионов неграмотных взрослых во всём мире составляли женщины. Большинство детей и подростков, которые не посещали школу — девочки. Однако, как сообщала ЮНЕСКО, в 2017 году женщины составляли больше половины населения Земли, имеющего высшее образование (53 % обладателей степени бакалавра и магистра). При этом они имеют более ограниченный по сравнению с мужчинами доступ к финансированию и в меньшей степени представлены в престижных университетах и в старшем преподавательском составе.
В России по многим показателям женщины также образованнее мужчин: так, по словам вице-премьера Ольги Голодец в 2017 году высшее образование имели 37 % женщин и 29 % мужчин; согласно всероссийской переписи 2010 года среди имеющих высшее образование было 58 % женщин и 42 % мужчин, неполное высшее — 54 % женщин и 46 % мужчин, среднее — 56 % женщин и 44 % мужчин; согласно микропереписи 2015 года на тысячу женщин высшее образование имели 339 женщин, на тысячу мужчин — 264.
Как отмечает профессор, заведующая  лабораторией социокультурных исследований факультета социальных наук ВШЭ Надежда Лебедева, это объясняется тем, что по общественным представлениям женщины не обязаны содержать семью и иметь высокую заработную плату (при этом одновременно они могут стремиться к финансовой независимости, например, в случае возможного развода), и поэтому женщины могут посвятить образованию больше времени, чем мужчины.

## Розовый налог
Женщины сталкиваются с тем, что им приходится платить за товары и услуги, позиционируемые как женские, больше по сравнению с аналогичными товарами и услугами для мужчин. Это явление назвали розовым налогом или налогом на розовое (англ. pink tax).
Впервые этой проблемой занялось одно исследовательское бюро в Калифорнии, которое в начале 1990-х годов подсчитало, что женские стрижки, как правило, дороже мужских, а химчистки брали в среднем на 2 доллара больше за стирку женской рубашки, чем за стирку мужской. За год, как показали расчёты, женщины тратили на тот же набор товаров и услуг на 1351 доллар больше мужчин. Проведенное в 2022 году исследование американского издания The Balance показало, что продукты для тела (бритвы, шампуни, гели для душа и т. п.) обходятся женщинам в среднем на 13 % дороже, чем мужчинам.
Что касается России, то в 2017 году президент торгово-промышленной палаты России Сергей Катырин оценивал величину «розового налога» по определённым категориям товаров в 10—15 %. Однако, как отмечал в 2022 году кандидат экономических наук и доцента РАНХиГС Николай Кульбака, наценка на некоторые товары для женщин на российском рынке существует, но количество этих товаров невелико из-за доминирования унисекс-категории и из-за того, что мужчины стали больше следить за своим внешним видом. Сама же эта наценка сложно определима и не сильно ощутима.
Иногда с «розовым налогом» пытаются бороться законодательными мерами. Так, в 2020 году в штате Нью-Йорк по инициативе губернатора Эндрю Куомо был принят закон о запрете ценовой дискриминации женщин при продаже предметов гигиены и косметики, парикмахерских услуг, услуг маникюрных салонов.

## Дискриминация транс-женщин
Транс-женщины сталкиваются со специфической формой угнетения — трансмизогинией, являющейся интерсекциональным слиянием трансфобии и мизогинии. Трансмизогиния выражается на индивидуальном и культурном уровне в форме негативного отношения, ненависти и дискриминации. Невыгодность положения трансгендерных женщин может усиливаться при наличии ещё какого-то признака, способствующего большему уровню виктимизации — так, в США чёрные транс-женщины чаще подвергаются нападению с оружием, чем белые.
Осуждённых транс-женщин часто размещают в местах заключения в соответствии с приписанным при рождении полом. Они становятся жертвами сексуального насилия в местах заключения в 13 раз чаще, чем цисгендерные женщины. Особенно распространено сексуальное насилие по отношению к цветным транс-женщинам. Также транс-женщины в местах заключения часто не получают должного медицинского обслуживания, учитывающего их потребность в заместительной гормональной терапии.

## Предвзятость к женщинам
Изображение цисгендерных женщин и девочек как слабых и уязвимых, не способных на самозащиту, играет большую роль в риторике, направленной на ограничение прав трансгендерных женщин на посещение женских туалетов. Это вредит и самим цисгендерным женщинам, которые не выглядят традиционно фемининными.
Как утверждает феминистка Рея Эшли Хоскин, видом дискриминации людей с фемининным гендерным выражением и гендерного надзора по отношению к женщинам (как и части мужчин) является «фемфобия» (англ. femmephobia). Фемфобия устанавливает для женщин узкие правила «идеальной фемининности», которая в любом случае, однако, будет рассматриваться как уступающая маскулинности.